# Speak Now: World Tour Live
Speak Now: World Tour Live è il primo album dal vivo della cantautrice statunitense Taylor Swift, pubblicato il 21 novembre 2011 dall'etichetta discografica Big Machine.

## Descrizione

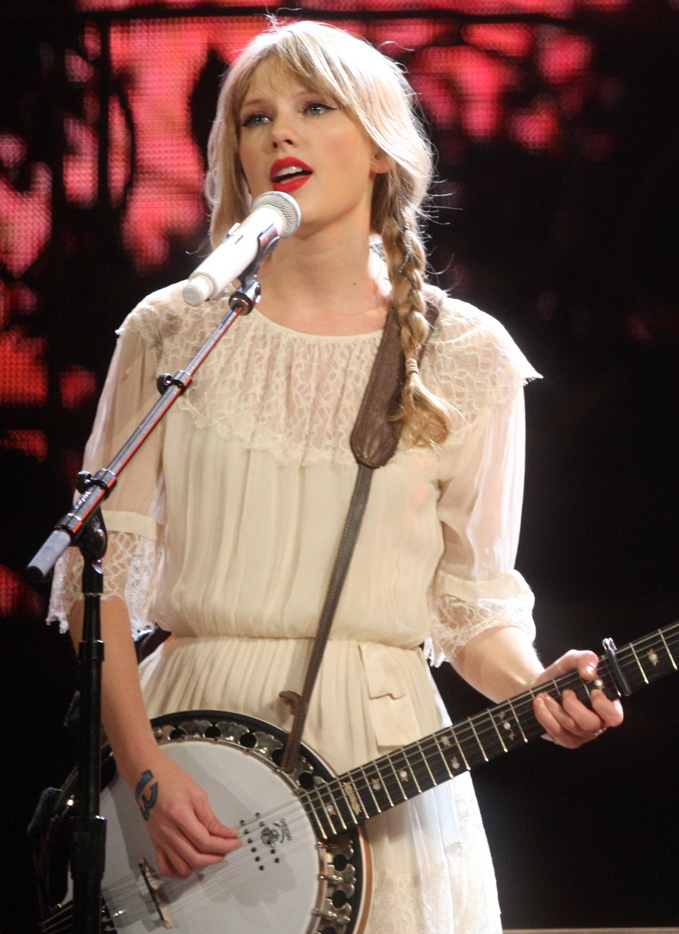
Taylor Swift

Contiene esibizioni live dell'artista avvenute durante alcune tappe nordamericane del suo Speak Now World Tour.

## Tracce

### CD
Testi e musiche di Taylor Swift eccetto dove indicato.
1. Sparks Fly – 5:39
2. Mine – 4:19
3. The Story of Us – 4:49
4. Mean – 4:09
5. Ours – 4:05
6. Back to December / Apologize / You're Not Sorry – 6:01 (Taylor Swift, Ryan Tedder)
7. Better than Revenge – 5:44
8. Speak Now – 4:09
9. Last Kiss – 6:12
10. Drops of Jupiter – 5:08 (Jimmy Stafford, Scott Underwood, Pat Monahan, Charlie Colin, Rob Hotchkiss)
11. Bette Davis Eyes – 3:07 (Donna Weiss, Jackie DeShannon)
12. I Want You Back – 1:21 (Freddie Perren, Deke Richards, Berry Gordy, Jr., Alphonso Mizell)
13. Dear John – 6:45
14. Enchanted – 6:25
15. Haunted – 4:49
16. Long Live – 6:21

Traccia bonus nell'edizione brasiliana
1. Long Live (feat. Paula Fernandes) – 5:16 (Taylor Swift, Paula Fernandes)

### DVD/BD
1. Sparks Fly – 7:27
2. Mine – 4:19
3. The Story of Us – 8:02
4. Our Song – 8:11
5. Mean – 5:26
6. Back to December / Apologize / You're Not Sorry – 7:43
7. Better than Revenge – 5:45
8. Speak Now – 8:08
9. Fearless / Hey, Soul Sister / I'm Yours – 5:53
10. Last Kiss – 9:10
11. Drops of Jupiter – 5:13
12. You Belong with Me – 7:40
13. Dear John – 6:43
14. Enchanted – 8:59
15. Haunted – 6:33
16. Long Live – 8:01
17. Fifteen – 7:16
18. Love Story – 8:46
19. Home Movies – 5:05
20. Prove del tour – 5:09

Contenuti bonus nell'edizione di Target
1. Ours – 5:36
2. Fifteen – 7:16
3. Love Story – 8:46
4. Nashville – 5:57
5. The Sweet Escape – 3:22
6. On the Set with Taylor Swift: Mean – 20:43
7. Home Movies – 5:05
8. Prove del tour – 5:09

## Successo commerciale
L'album debuttò alla posizione numero 11 della Billboard 200 con 77 000 copie vendute. Debuttò anche alla seconda posizione della Billboard Top Country Albums nella stessa settimana. Al novembre 2017, aveva venduto 366 000 copie negli Stati Uniti D’America. In Canada, l’album debuttò venticinquesimo.
In Australia debuttò trentesimo per poi arrivare alla sedicesima posizione. Nella settimana successiva, uscì completamente dalla classifica. In Messico, l’album debuttò sessantasettesimo.

## Classifiche

### Classifiche settimanali
| Classifica (2011-23) | Posizione massima |
| -------------------- | ----------------- |
| Australia            | 16                |
| Canada               | 25                |
| Croazia              | 38                |
| Messico              | 67                |
| Spagna               | 91                |
| Stati Uniti          | 11                |

### Classifiche di fine anno
| Classifica (2012) | Posizione |
| ----------------- | --------- |
| Stati Uniti       | 100       |